# Municipio de Talladega
El municipio de Talladega (en inglés: Talladega Township) es un municipio ubicado en el condado de Jefferson en el estado estadounidense de Arkansas. En el año 2010 tenía una población de 1267 habitantes y una densidad poblacional de 10,29 personas por km².

## Geografía
El municipio de Talladega se encuentra ubicado en las coordenadas 34°5′26″N 92°8′41″O / 34.09056, -92.14472. Según la Oficina del Censo de los Estados Unidos, el municipio tiene una superficie total de 123.15 km², de la cual 123 km² corresponden a tierra firme y (0,12 %) 0,15 km² es agua.

## Demografía
Según el censo de 2010, había 1267 personas residiendo en el municipio de Talladega. La densidad de población era de 10,29 hab./km². De los 1267 habitantes, el municipio de Talladega estaba compuesto por el 92,42 % blancos, el 5,37 % eran afroamericanos, el 0,71 % eran amerindios, el 0,39 % eran de otras razas y el 1,1 % eran de una mezcla de razas. Del total de la población el 1,1 % eran hispanos o latinos de cualquier raza.